# Cheiraster snyderi
Cheiraster snyderi är en sjöstjärneart som beskrevs av Fisher 1906. Cheiraster snyderi ingår i släktet Cheiraster och familjen nålsjöstjärnor. Inga underarter finns listade i Catalogue of Life.